# ピードボーウフ醸造所

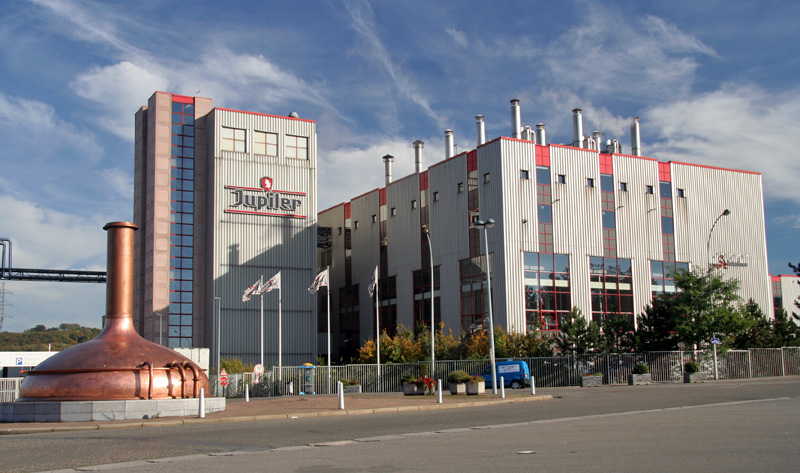
ピードボーウフ醸造所

ピードボーウフ醸造所(Brouwerij Piedbœuf)は、ベルギーのビール醸造会社。
1853年に創業。ジュピラー（Jupiler）ブランドで知られる。1987年に同じく酒類メーカーのアルトワと合併しインターブリュー傘下に、現在はアンハイザー・ブッシュ・インベブの傘下になっている。

## ジュピラー
名前の由来は醸造所が拠点を置くジュピル地区。
ジュピラーはアルコール度数5.2％のペールラガーで、ベルギー国内で最も人気のあるビールになっており、2005年のインベブ従業員ストライキの際もジュピル醸造所は一定量の生産を続けた。
その他のジュピラーブランドは、アルコール度数8.3％のタウロ、3.3％のブルーなどがある。
ベルギーサッカー1部リーグ、オランダサッカー2部リーグの冠スポンサーになっており、どちらもジュピラーリーグと呼ばれている。